# Ouidah III
Ne doit pas être confondu avec Ouidah I, Ouidah II ou Ouidah IV.
Ouidah III est l'un des dix arrondissements de la commune de Ouidah dans le département de l'Atlantique au Bénin,.

## Géographie
Ouidah III est situé au Sud-ouest du Bénin et compte 08 quartiers que sont,: 
1. Agbadjihonto
2. Agbanou
3. Fonsramè
4. Gomey
5. Hèhounli
6. Kpassè
7. Yamadjako
8. Zongo Malècomè

## Démographie
Selon le recensement de la population de 2013 conduit par l'Institut national de la statistique et de l'analyse économique (INSAE), Ouidah III compte 3613 ménages avec 15 207 habitants,.

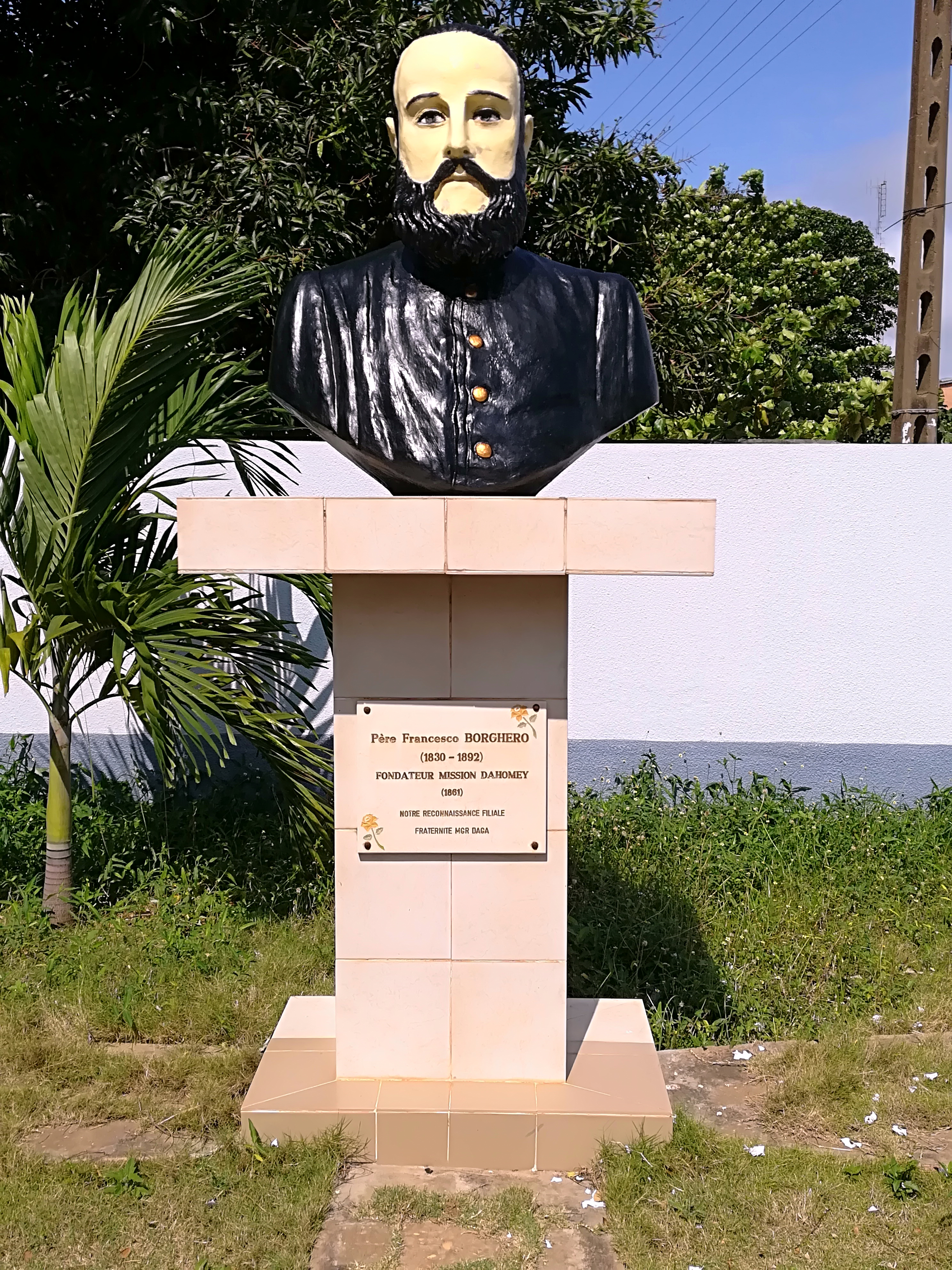
Statue du père Francesco BORGHERO
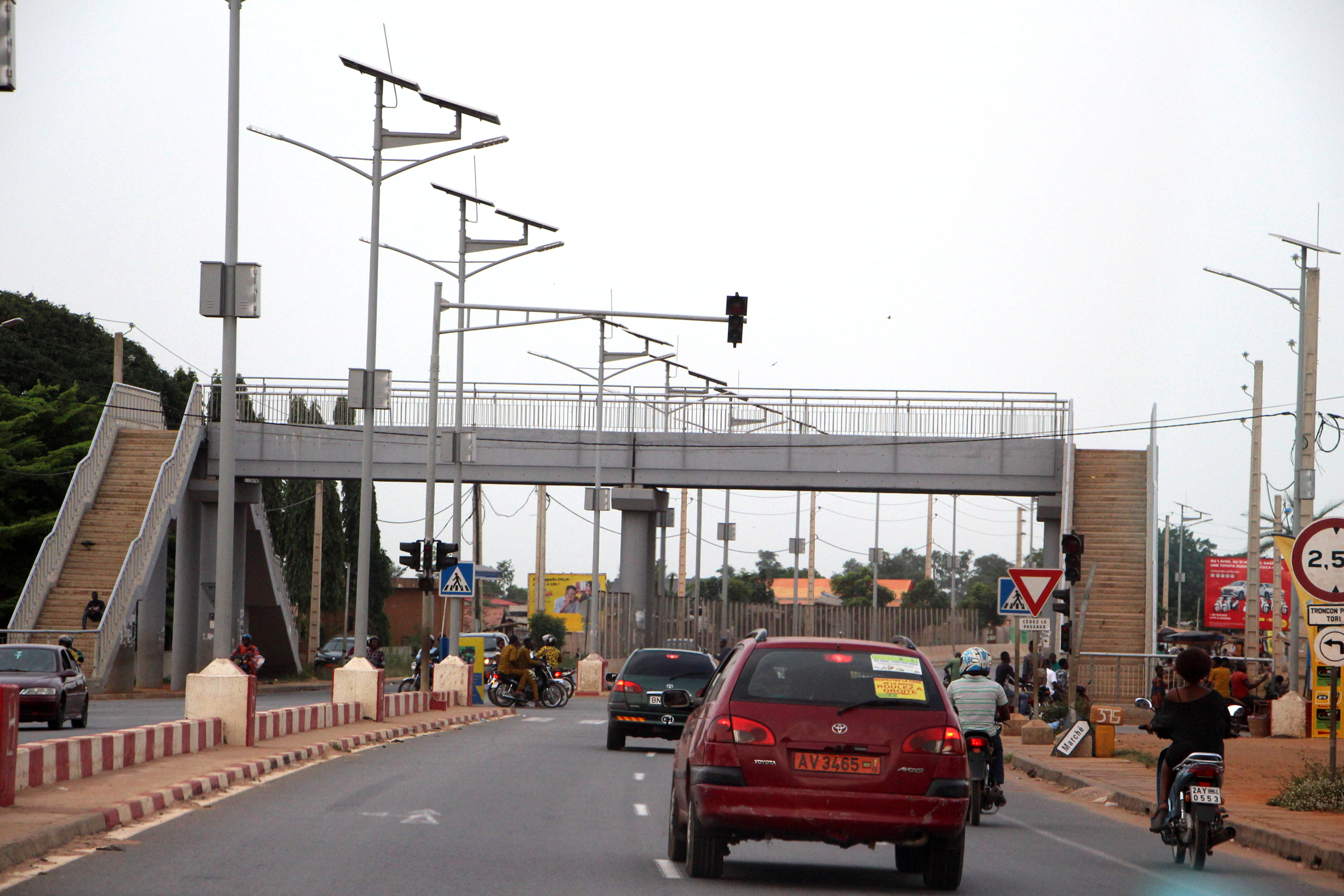
Ouidah ville
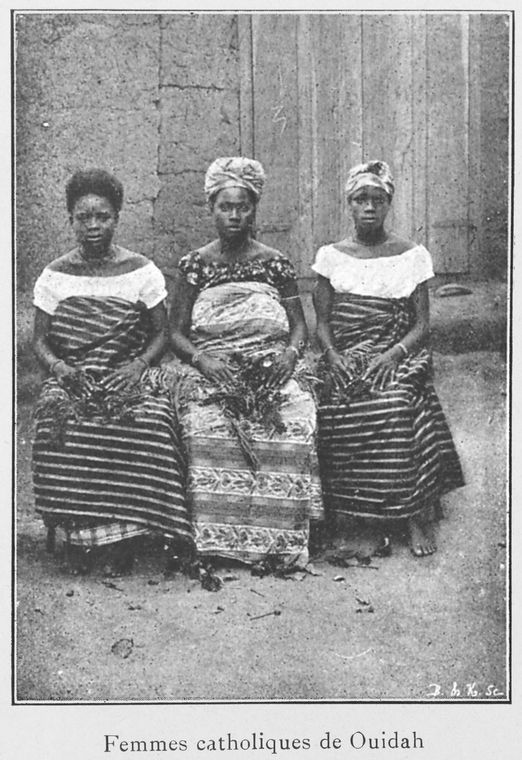
Femmes catholiques de Ouidah